# Operation Burma
Operation Burma, amerikansk film från 1962.

## Rollista (i urval)
- Jeff Chandler - Brig. Gen. Frank D. Merrill
- Ty Hardin - 2nd Lt. Lee Stockton
- Peter Brown - Bullseye
- Andrew Duggan - Capt. Abraham Lewis Kolodny, MD
- Will Hutchins - Showhound
- Claude Akins - Sgt. Kolowicz